# Radnice Dašice
Radnice města Dašice v okrese Pardubice se nalézá na východní straně náměstí T. G. Masaryka. Budova nové radnice je chráněna jako kulturní památka. Národní památkový ústav radnici uvádí v katalogu památek pod rejstříkovým číslem ÚSKP 36615/6-5203.

## Historie radnice
Nejstarší známá budova radnice stála v místech, kde se nalézá nynější dům čp. 41, byla dřevěná a měla podloubí. Roku 1571 byla prodána polovina staré radnice s podmínkou, aby kupující věžičku s hodinami na něm nechal stát a natahovače hodin tam svobodně pouštěl. Poté si Dašice vybudovaly novou radnici vedle staré budovy, kde je nyní dům čp. 40. Tato radnice vyhořela během třicetileté války dne 4. února roku 1679 a s ní shořela i zápisní kniha radní z roku 1562. 
Roku 1682 byla postavena uprostřed náměstí proti soše svatého Floriána nová radnice s dřevěnou podsíní. Tato jednopatrová budova radnice měla dolní část z kamene, horní ze dřeva. Takto stála radnice až do 4. prosince 1830, kdy vyhořela i se čtyřmi sousedními domky. Hodiny z radnice byly po opravě přemístěny na kostelní věž, kde zůstaly až do roku 1855. 
Roku 1852 byl zakoupen domek č. 17 od Fr. Borčického za 4500 zlatých. Domek byl v roce 1855 přestavěn do podoby budovy staré radnice (v roce 2018 zde byl hostinec Radnice) a na její věž byly opět dány hodiny z kostela. Roku 1891 byl přistavěn k této budově vzadu sál s divadelním jevištěm a vedlejšími místnostmi (v roce 2018 využitými jako prodejna potravin).

## Popis současné radnice
Současná budova nové radnice byla postavena v roce 1925. Monumentální podlouhlá cihlová patrová budova se nalézá ve výrazné urbanistické pozici na nároží a dominuje východní straně náměstí. Radnice má boční štítovou fasádu směrem k náměstí nahoře s pravoúhle vysazeným arkýřem hranolově nadstavěným ve špici nad střechou, na způsob hodinové věže.
Budova nové radnice představuje kvalitního zástupce architektonické moderny a dekorativismu 1. poloviny 20. století a je dílem pražského architekta Milana Babušky. Na budově je umístěna bronzová pamětní deska připomínající návštěvy prezidenta T. G. Masaryka v Dašicích v letech 1922 a 1926.

## Galerie

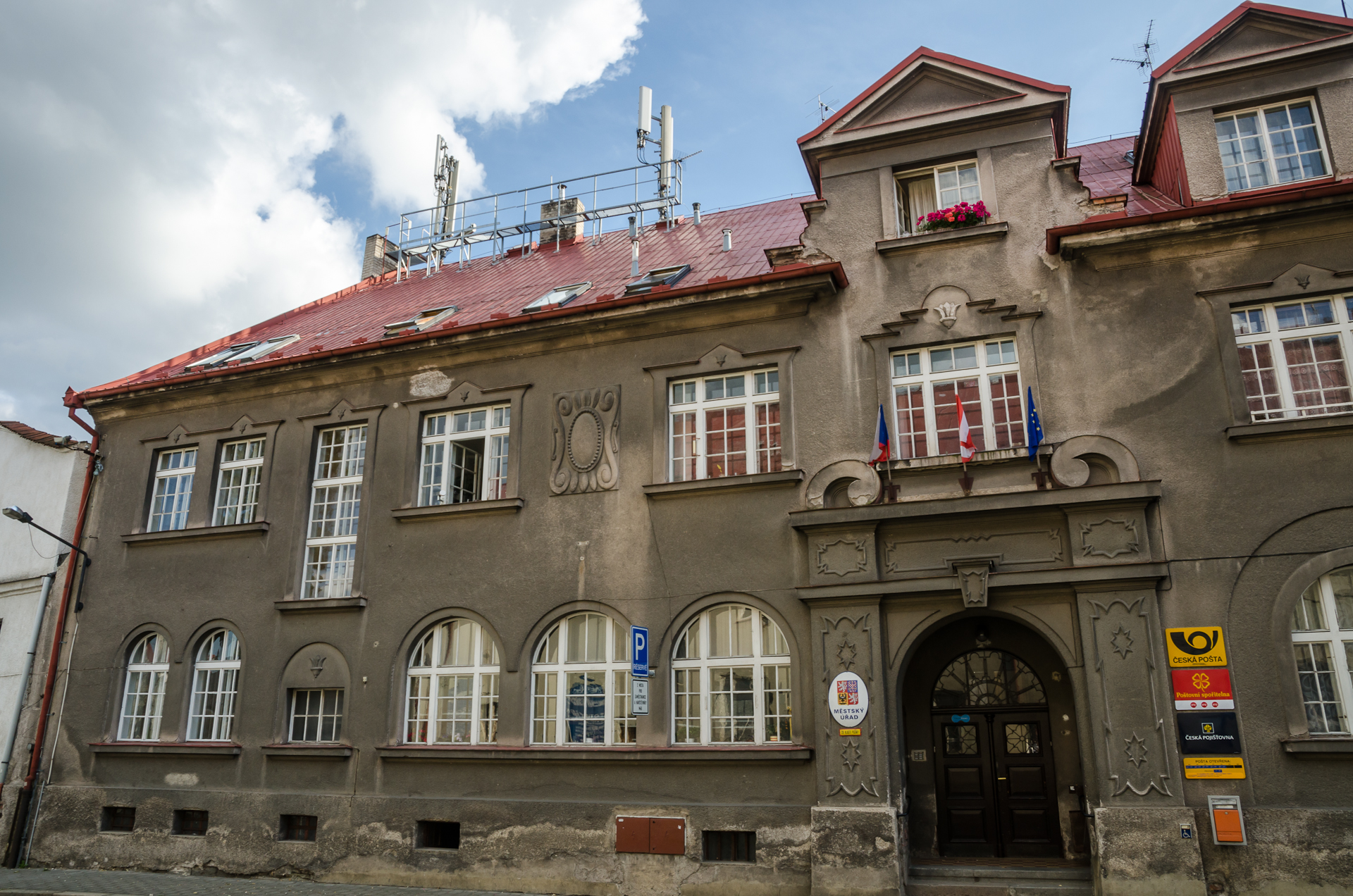
radnice v Dašicích
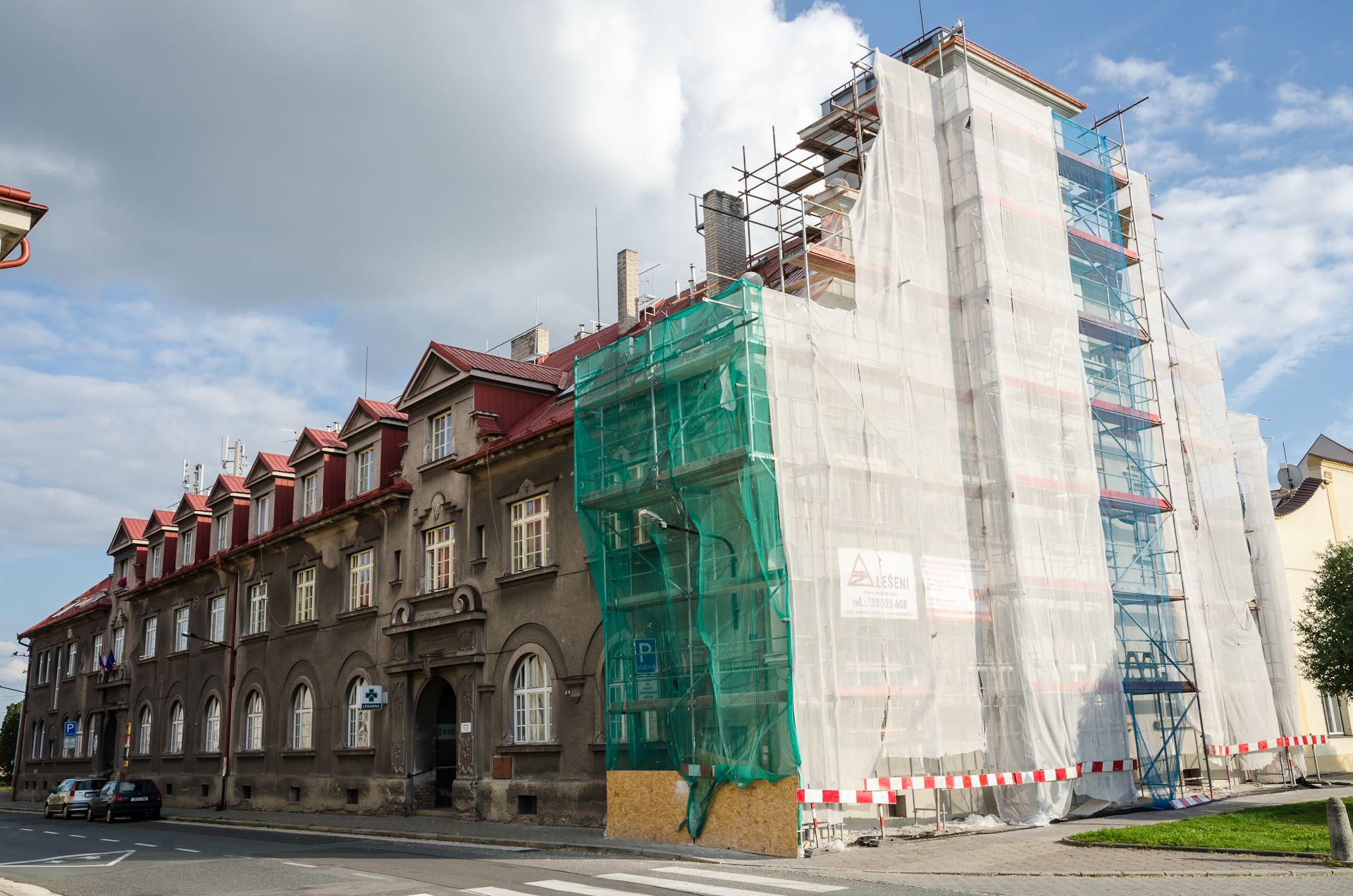
rekonstrukce radnice v Dašicích